# سيجيرو كامياما
سيجيرو كوياما (اليابانية:神山征二郎 ولد في 16 يوليو 1941) مخرج ياباني، عرف عن فيلم  هاتشيكو مونوغاتاري  أفضل فيلم ياباني في شباك التذاكر في العام 1987،

## سيرته
ولد كوياما في مقاطعة غيفو ، وارتاد جامعة نيهون ، لكنه استقال في منتصف الطريق للانضمام إلى شركة الإنتاج المستقلة كينداي إيغا كيوكاي ، حيث عمل كمساعد مخرج تحت إشراف مخرجين مثل كانيتو شيندو و كوزابورو يوشيمورا و تادشي إيماي. قام بأول عمل مخرج له في عام 1971 مع فيلم الأطفال، فيلمه الثاني، اثنين من هارمونيكا (1976)
حصل على جائزة نقابة المخرجين اليابانيين الجدد ، دخل فيلمه الثالث بعنوان فوروساتو عام 1983 مهرجان موسكو السينمائي الدولي الثالث عشر. يعتبر فيلمه عام 1987 ، هاتشيكو مونوتاري، عن الكلب الوفي هاتشيكو، هو أفضل فيلم ياباني في شباك التذاكر في ذلك العام.

## روابط خارجية
- سيجيرو كامياما على موقع IMDb (الإنجليزية)
- سيجيرو كامياما على موقع ألو سيني (الفرنسية)
- سيجيرو كامياما على موقع أول موفي (الإنجليزية)
- سيجيرو كامياما على موقع أول موفي (الإنجليزية)
- سيجيرو كامياما على موقع قاعدة بيانات الفيلم (الإنجليزية)
- سيجيرو كامياما على موقع كينوبويسك (الروسية)